# Юрьевка (приток Ветлуги)

Юрьевка — река в России, протекает в Ветлужском районе Нижегородской области. Устье реки находится в 393 км по левому берегу реки Ветлуги. Длина реки составляет 22 км, площадь водосборного бассейна 83,5 км².
Исток реки находится у деревни Курляпшиха в 17 км к юго-востоку от города Ветлуга. Река течёт на северо-запад по ненаселённому лесу, нижнее течение реки образовано старицей Ветлуги. Устье находится чуть выше города Ветлуга.

## Данные водного реестра
По данным государственного водного реестра России относится к Верхневолжскому бассейновому округу, водохозяйственный участок реки — Ветлуга от истока до города Ветлуга, речной подбассейн реки — Волга от впадения Оки до Куйбышевского водохранилища (без бассейна Суры). Речной бассейн реки — (Верхняя) Волга до Куйбышевского водохранилища (без бассейна Оки).
По данным геоинформационной системы водохозяйственного районирования территории РФ, подготовленной Федеральным агентством водных ресурсов:
- Код водного объекта в государственном водном реестре — 08010400112110000042407
- Код по гидрологической изученности (ГИ) — 110004240
- Код бассейна — 08.01.04.001
- Номер тома по ГИ — 10
- Выпуск по ГИ — 0